# Zahájí (Hněvkovice)
Zahájí (německy Sahaj) je vesnice, část obce Hněvkovice v okrese Havlíčkův Brod. Nachází se asi 1 km na sever od Hněvkovic. V roce 2009 zde bylo evidováno 56 adres. V roce 2001 zde žilo 64 obyvatel.
Zahájí leží v katastrálním území Zahájí u Hněvkovic o rozloze 3,01 km2. V katastrálním území Zahájí u Hněvkovic leží i Štičí.